# Norra Gransjö
Norra Gransjö är en sjö i Högsby kommun i Småland och ingår i Emåns huvudavrinningsområde.